# KN95-Maske
KN95 ist ein Schutzniveau in der chinesischen Norm für Atemschutzmasken. Die Schutzwirkung ist ungefähr vergleichbar mit N95 in der US-amerikanischen und FFP-2 der europäischen Norm.
Die Bestimmungen sind in der chinesischen Norm GB 2626-2006 („Respiratory protective equipment. Non-powered air-purifying particle respirator“) der Standardization Administration of the People’s Republic of China (SAC) festgelegt.
Im Rahmen der Corona-Pandemie sind nach Schätzung der DEKRA 60 bis 80 Prozent der in Deutschland in Verkehr gebrachten Masken nicht konform zugelassen. Seit 1. Oktober 2020 sind Masken, die lediglich einen CPA-Schnelltest (Test für Corona-Virus-Pandemie-Atemschutzmasken) durchlaufen haben, in Deutschland nicht mehr marktfähig. Wenn sie bereits vor diesem Stichtag auf den Markt kamen, dürfen sie aber weiter vertrieben werden.